# 美唄駅
美唄駅（びばいえき）は、北海道美唄市東1条南2丁目にある北海道旅客鉄道（JR北海道）函館本線の駅である。駅番号はA16。電報略号はヒハ。事務管理コードは▲130136。
美唄市の代表駅で、上り特急列車2本を除く全定期営業列車が停車する。

## 歴史
- 1891年（明治24年）7月5日：北海道炭礦鉄道の駅として開業[2]。一般駅[8]。駅舎は現在位置より約250m光珠内寄りに建てられた[9]。
- 1901年（明治34年）9月1日：度重なる浸水被害のため現在位置に駅舎移転[9]。
- 1906年（明治39年）10月1日：北海道炭礦鉄道の鉄道路線国有化により、官設鉄道に移管[8]。
- 1914年（大正3年）11月5日：三菱鉱業美唄鉄道線の前身、石狩石炭株式会社の美唄軽便鉄道 美唄 - 沼貝（後に美唄炭山に駅名変更）間開業。
- 1915年（大正4年）10月11日：美唄軽便鉄道が三菱合資会社の設立した美唄鉄道株式会社に買収。美唄鉄道による営業開始。
- 1919年（大正8年）：田中汽船鑛業株式会社沼貝炭鉱が後に三井美唄所有となる鉱区に開坑した坑口（一の沢奥）[注釈 2]から、市街南東外縁（東5条南9丁目付近）へ設けた積込設備へトロッコのエンドレス軌道（曳索軌道）を敷設[7]。美唄鉄道線を美唄駅から当積込設備へ延長[7]。
- 時期不詳（1915年以降1922年以前）：駅舎改築？[10]。
- 1922年（大正11年）：美唄鉄道との共同使用駅となる[11]。
- 1931年（昭和6年）12月1日：三井鉱山の請願に基づいて函館本線貨物支線（南美唄支線）開業[12]。
- 1936年（昭和11年）3月：駅舎改築[11]。
- 1954年（昭和29年）8月11日：昭和天皇、香淳皇后のお召し列車が停車。駅前奉迎が行われた[13]。
- 1971年（昭和46年）8月3日：南美唄支線の旅客営業を廃止[4]。
- 1972年（昭和47年）6月1日：三菱鉱業美唄鉄道線廃止。
- 1973年（昭和48年）9月9日：南美唄支線廃止[4]。
- 1982年（昭和57年）11月15日：貨物取扱い廃止[14]。
- 1985年（昭和60年）3月14日：荷物取扱い廃止[14]。
- 1987年（昭和62年）4月1日：国鉄分割民営化により、北海道旅客鉄道（JR北海道）の駅となる[14]。
- 2002年（平成14年）2月5日：橋上駅舎の供用開始[15][新聞 1]。
- 2002年（平成14年）3月16日：スーパーホワイトアローが全便停車へ。
- 2007年（平成19年）9月13日：駅番号設定。
- 2022年（令和4年）2月24日：話せる券売機を導入[16]。
- 2024年（令和6年）3月16日：ICカード「Kitaca」の利用が可能となる[17][18][19]。

### 駅名の由来
アイヌ語の「ピパイ（pipa-i）」〔カワシンジュガイ・川〕、「ピパオマナイ（pipa-oma-nay）」〔カワシンジュガイ・ある・川〕、あるいは「ピパオイ（pipa-o-i）」〔カワシンジュガイ・多い・所〕のいずれかから転訛したとされる。
当駅開設時点での所在自治体名は上記の語を和名として意訳した「沼貝村」であり、自治体名が「美唄（当時は美唄町）」となったのは1926年（大正15年）のことである。

## 駅構造
2面2線の相対式ホームを持つ橋上駅で、2線の間に中線もある。エレベータ設置有り。
社員配置駅。みどりの窓口、話せる券売機、自動改札機設置。

### のりば
| 番線 | 路線      | 方向 | 行先           |
| ---- | --------- | ---- | -------------- |
| 1    | ■函館本線 | 上り | 札幌・小樽方面 |
| 3    | ■函館本線 | 下り | 滝川・旭川方面 |

（出典：JR北海道：駅の情報検索）

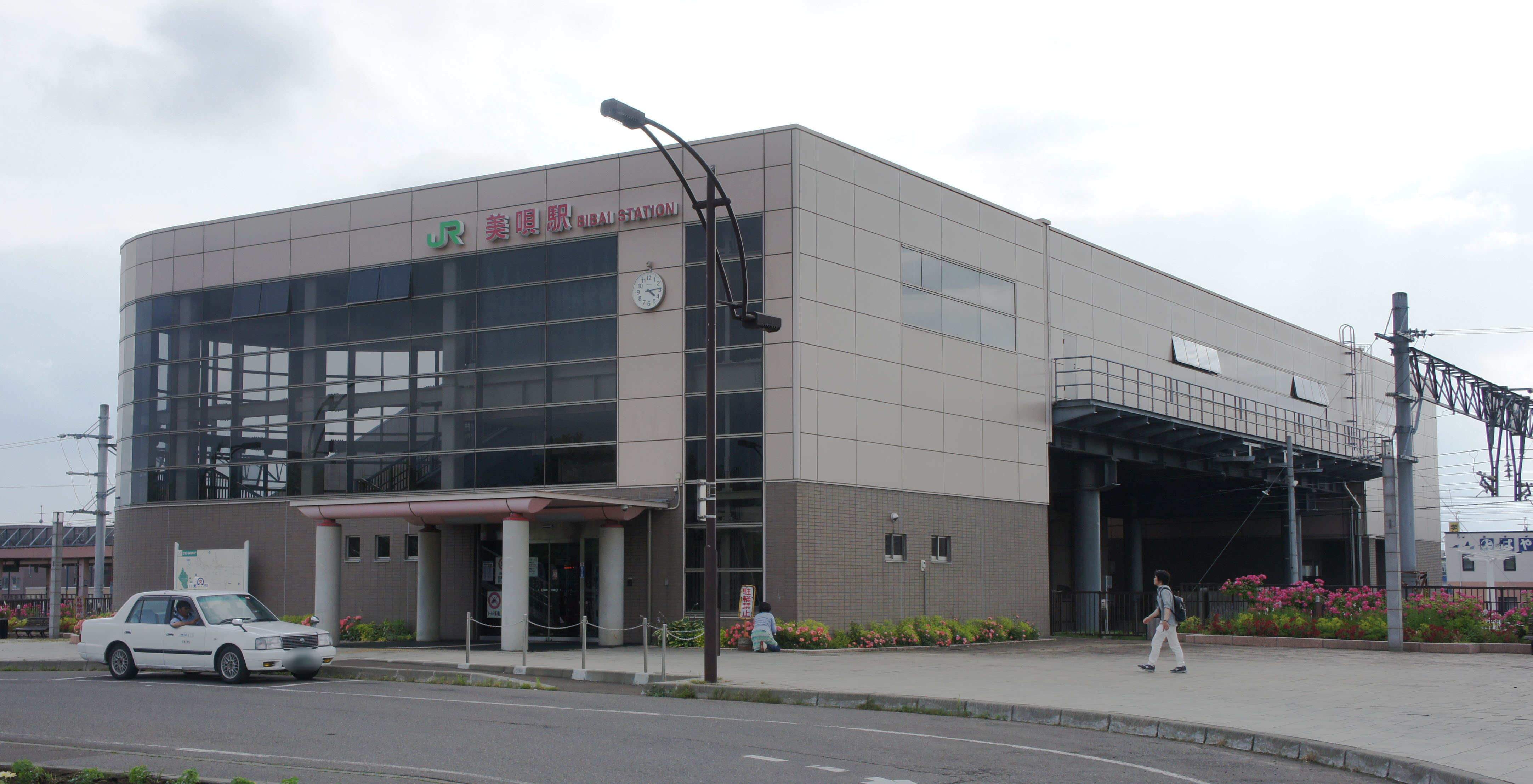
東口駅舎（2017年7月）
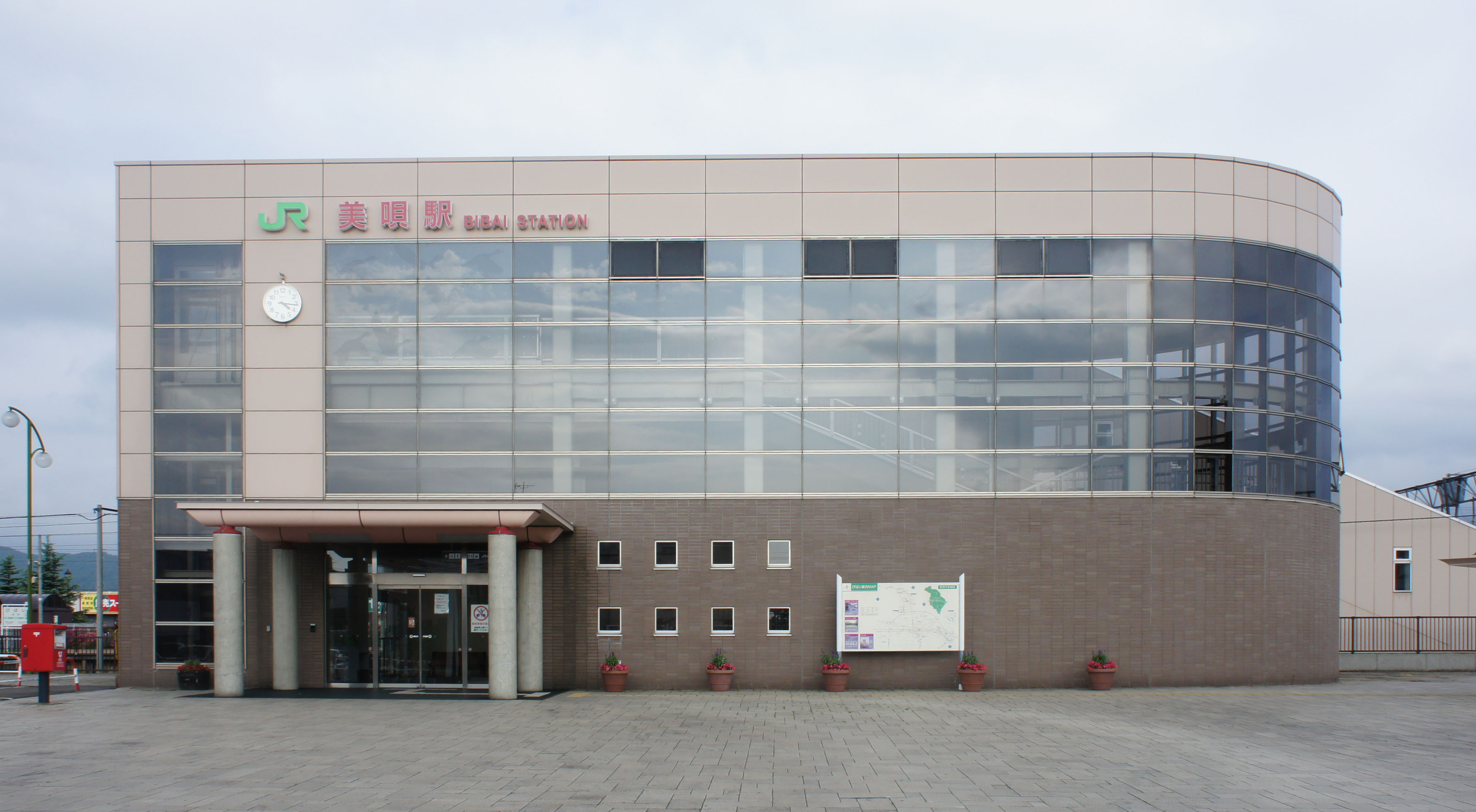
西口駅舎（2017年7月）
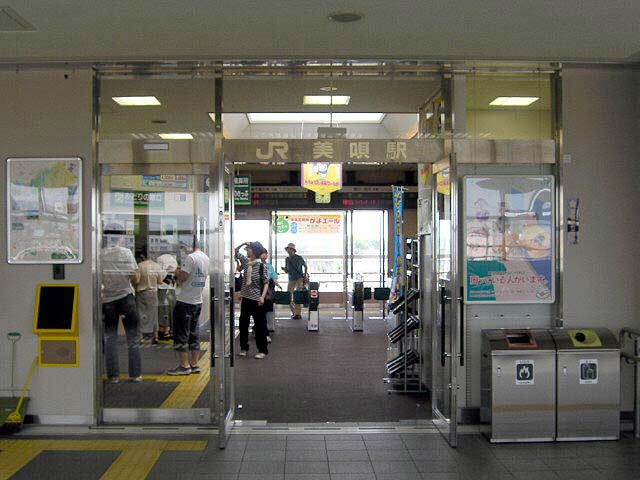
自由通路内にある駅入口（2004年7月）
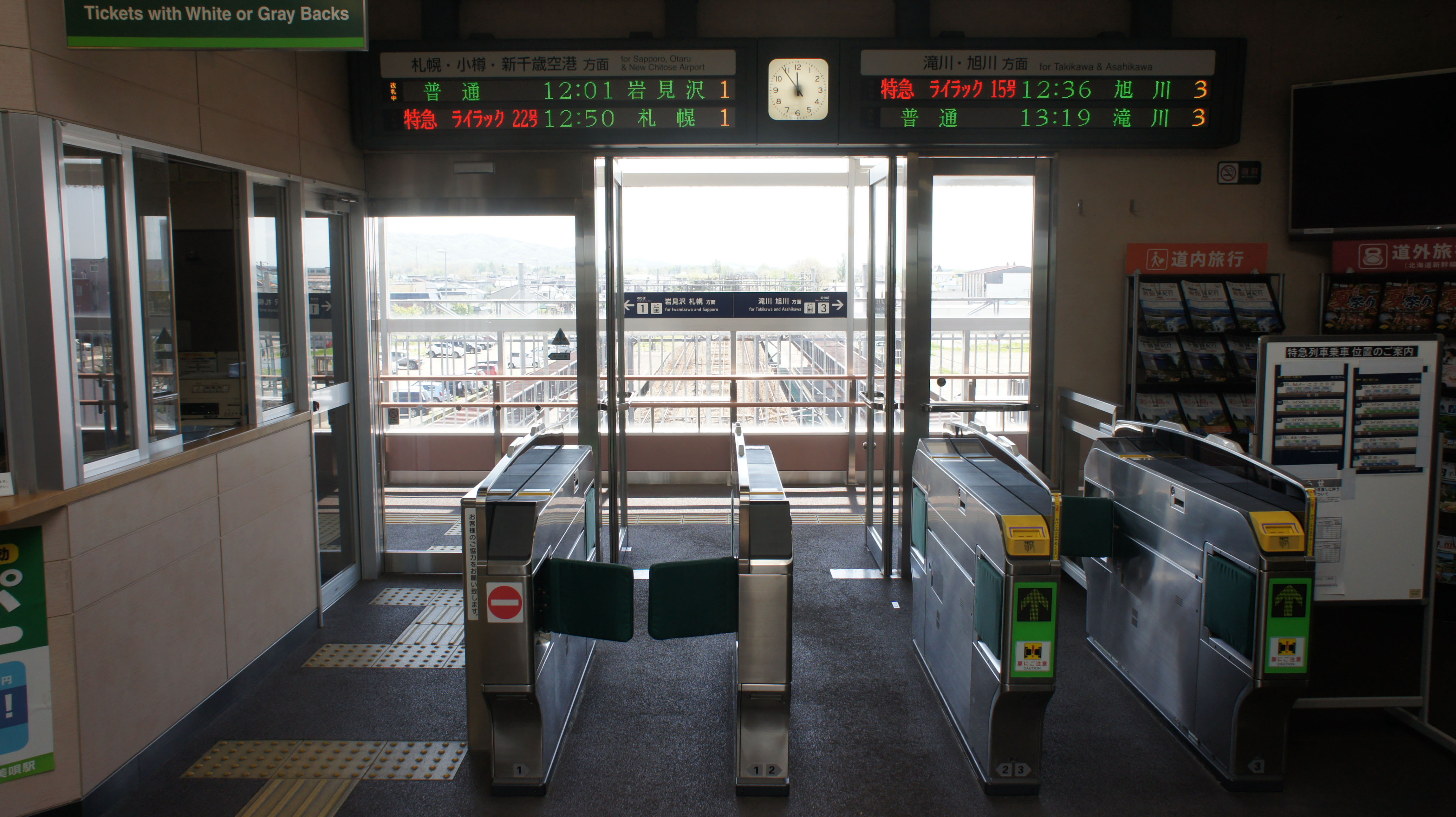
改札口（2018年5月）
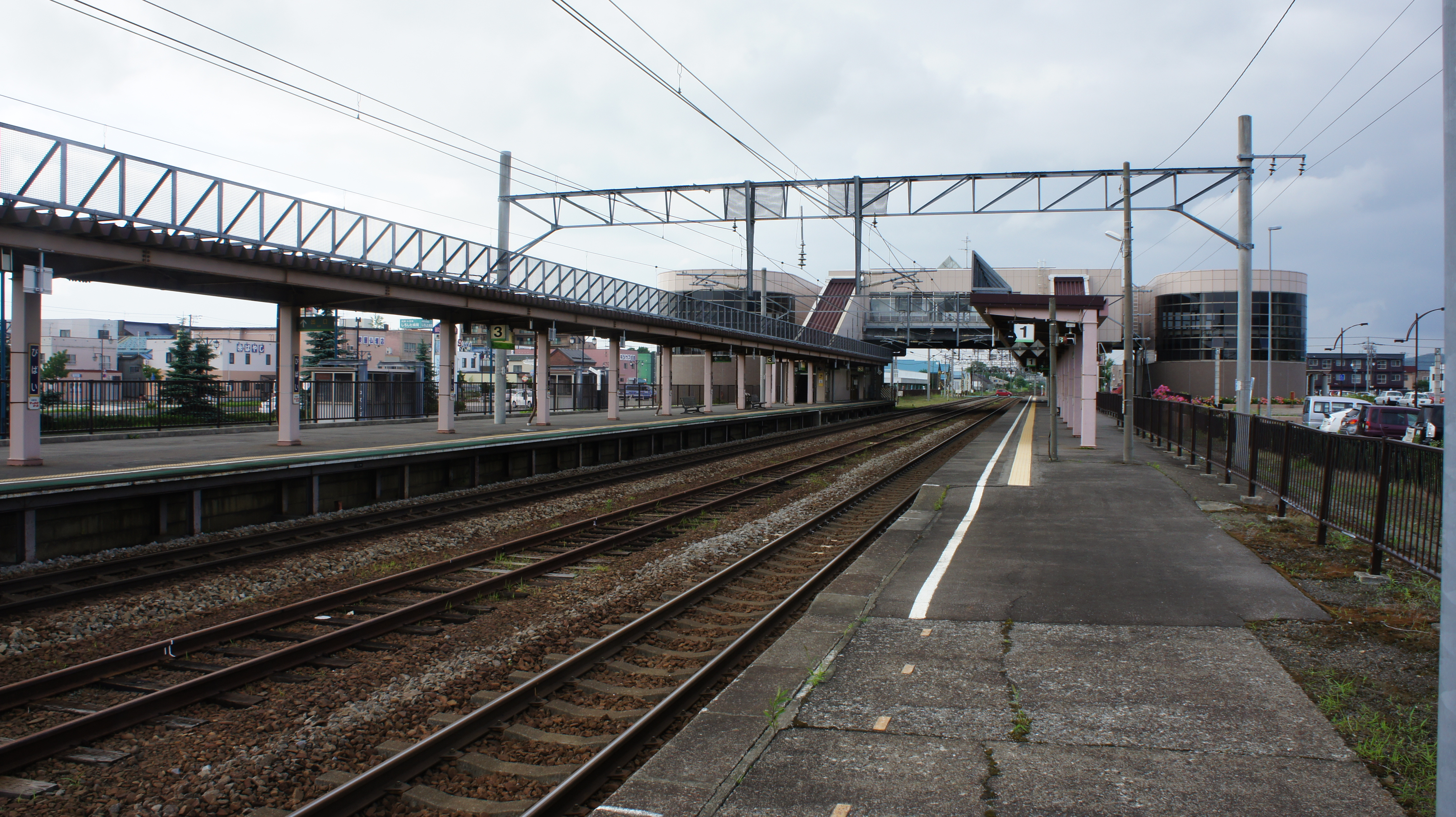
ホーム（2017年7月）

## 利用状況
2017年（平成29年）度の1日平均乗車人員は1,368人である。
各年度の1日平均乗車人員は以下の通りである。
| 年度               | 1日平均 乗車人員 | 出典   |
| ------------------ | ---------------- | ------ |
| 1951年（昭和26年） | 4,491            | [ 22 ] |
| ：                 |                  |        |
| 1960年（昭和35年） | 5,219            | [ 23 ] |
| ：                 |                  |        |
| 2009年（平成21年） | 1,280            | [ 24 ] |
| 2010年（平成22年） | 1,243            | [ 24 ] |
| 2011年（平成23年） | 1,312            | [ 24 ] |
| 2012年（平成24年） | 1,381            | [ 25 ] |
| 2013年（平成25年） | 1,378            | [ 25 ] |
| 2014年（平成26年） | 1,300            | [ 25 ] |
| 2015年（平成27年） | 1,275            | [ 21 ] |
| 2016年（平成28年） | 1,377            | [ 21 ] |
| 2017年（平成29年） | 1,368            | [ 21 ] |

## 駅周辺
市の主要な施設は西口側に多いが、東口側も貨物ヤード跡が再開発され、商業施設などが建設されている。

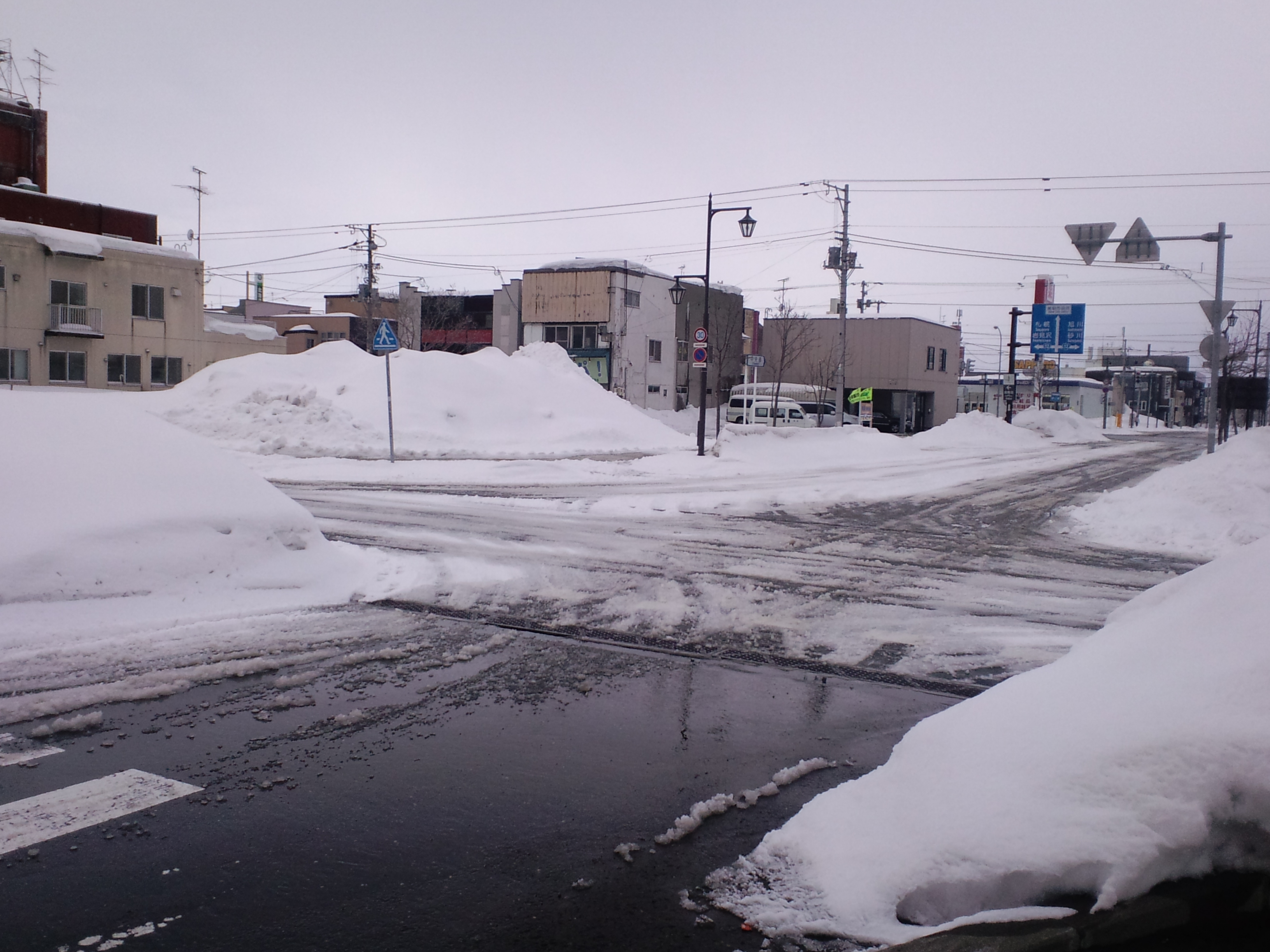
西口（2013年3月）
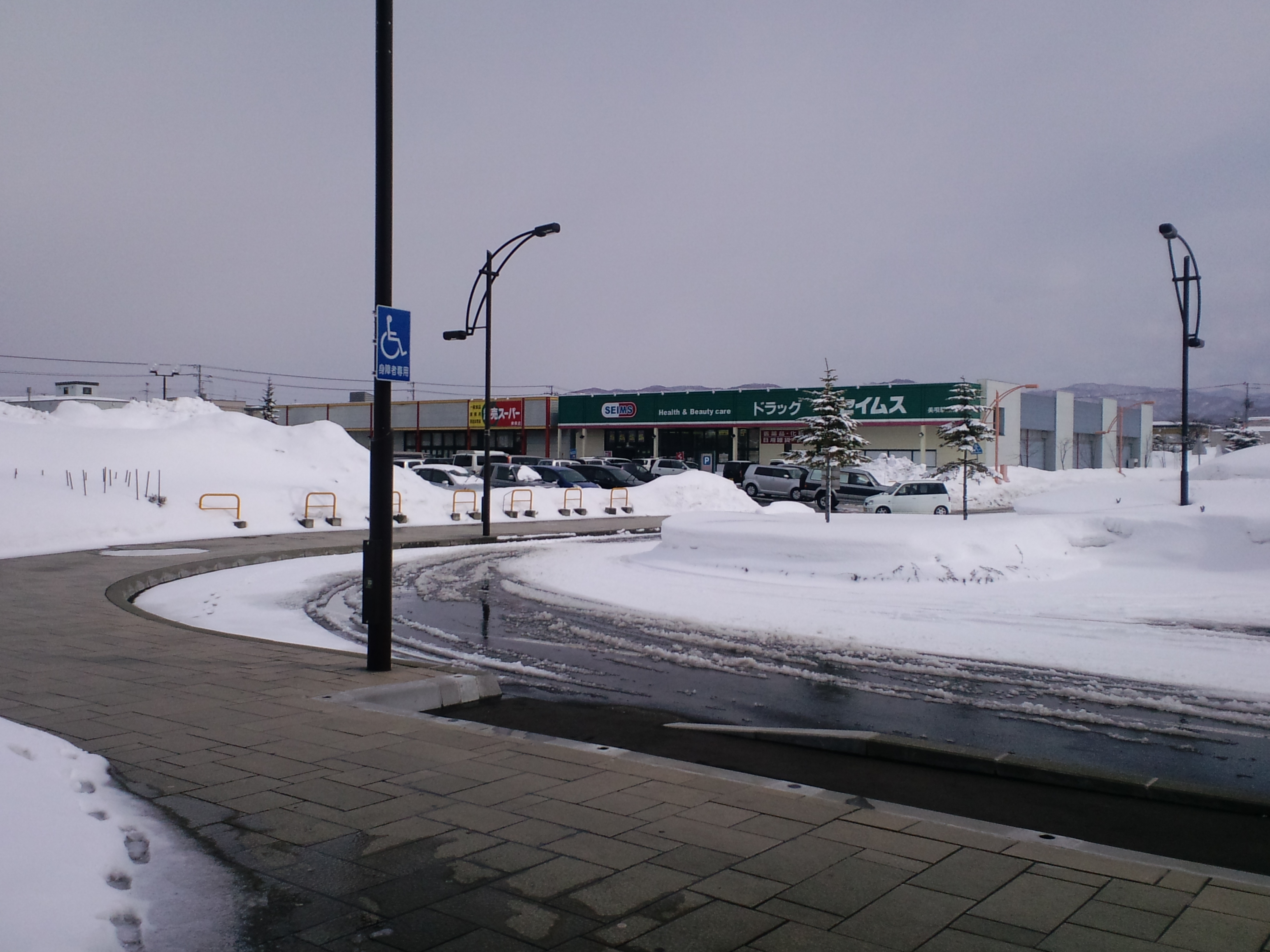
東口（2013年3月）

西口
- 国道12号
- 美唄市役所
- 美唄警察署駅前交番
- 美唄郵便局
- 空知信用金庫美唄支店
- 空知商工信用組合 本店
- 北洋銀行美唄支店
- 北海道銀行美唄支店
- 美唄市農業協同組合（JAびばい）
- 北海道美唄尚栄高等学校
- 美唄市立美唄中学校
- 美唄市立中央小学校
- 美唄市総合体育館
- 市立美唄病院

東口
- 卸売スーパー美唄店
- 北海道美唄聖華高等学校
- 美唄市立東中学校
- 北海道せき損センター(旧美唄労災病院)

- 西口（2013年3月）
- 東口（2013年3月）

## バス路線

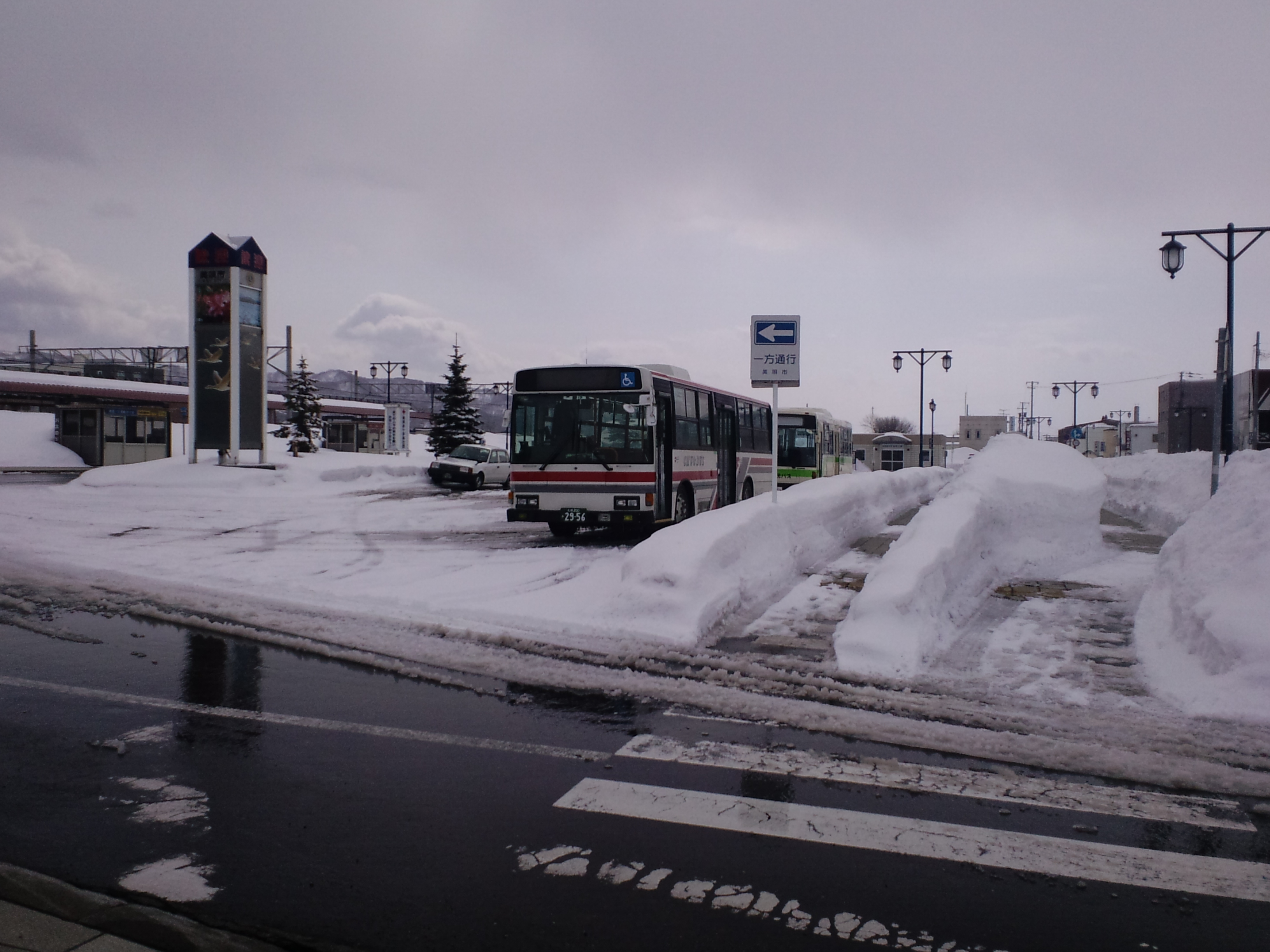
待機中の路線バス（2013年3月）

バス停は西口広場に集約して置かれている。北海道中央バスの路線は2006年（平成18年）10月9日まで駅から少し離れた北海道中央バス美唄ターミナルで乗降を扱っていた。廃止後、北海道中央バスも駅前発着での運行となった。
北海道中央バスが岩見沢市方面（岩見沢営業所）、滝川市方面および札幌運転免許試験場線（滝川営業所）を運行。美唄自動車学校（美自校観光バス）と美唄市民バスが美唄市内線を運行する。発着路線等の詳細は事業者（北海道中央バスは営業所）記事を参照。

## 隣の駅
北海道旅客鉄道（JR北海道）
■函館本線

光珠内駅 (A15) - 美唄駅 (A16) - 茶志内駅 (A17)

### かつて存在した路線
三菱美唄炭鉱
三菱鉱業美唄鉄道線
美唄駅 - （東美唄信号所） - 東明駅
日本国有鉄道（国鉄）
函館本線南美唄支線
美唄駅 - 南美唄駅